# 恩全君
恩全君（おんぜんくん、ウンジョングン、은전군、1759年8月14日 - 1778年8月26日）は、李氏朝鮮の王族。荘献世子の庶子で、懿昭世子と第22代国王正祖の異母弟。諱は禶（チャン、찬）、字は憐哉（연재）、別称は荷葉生（하엽생）、諡号は孝愍。

## 生涯
第21代国王英祖の庶次子の荘献世子の庶五子。母は仁元王后金氏に仕えた女官で守則の朴氷愛。荘献世子は服を着ることを困難にするヒステリーを患っていた、着替え着中荘献世子は刀で朴氷愛を殺害した。乳児の彼刀で刺し池に投げた、これを目撃した貞純王后金氏が来引き上げた。英祖はかわいそうだと彼は字を憐哉とし、貞純王后金氏は彼は別称荷葉生した。彼は思悼世子の庶子であったが本人の生母が荘献世子の剣で殺されたので、恨みを抱いたものを見て、老論の強硬派僻派は彼に注目した。
1771年（英祖47年）2月10日、英祖の特命で宗親府有司堂上を任命。1773年（英祖49年）8月5日に五衛都摠府都摠管に任命され、1774年（英祖50年）5月20日に五衛都摠府都摠管に再任命され、9月19日に司饔院提調に任命である。1774年5月20日に五衛都摠府都摠管に三次任命された。1776年（英祖52年）1月17日に宗簿寺提調がされて璿源譜略の序文を書いた。1776年（英祖53年）1月17日に宗簿寺提調に任命された。
1776年3月に正祖即位後、洪相範・洪啓能・姜龍輝などは剣客を採用し、正祖を暗殺しようとした。同年7月と8月の都城を侵入した刺客たちは正祖を付けに失敗して逃走してから逮捕された。洪相範・洪啓能・姜龍輝などは逮捕・流刑れたあとに処刑された。
洪相範・洪啓能・姜龍輝などこれらの家族・親戚まで逮捕し義禁府で拷問型をがしていた中、恩全君に推戴しようとしたという事実を自白された。洪相範・洪啓能・姜龍輝なの近く過ごした洪麟漢と鄭厚謙などは、賜薬を受けて死刑になった。司諫院・司憲府・弘文館は恩全君を断罪すと上訴が上がり続けてきた。正祖は恩全君に自殺を命じたが、恩全君は自分が死ぬ理由がないと抗弁した。1778年に正祖は恩全君に死薬を下賜り死刑した。1850年（哲宗元年）12月22日に赦免と復権され、1871年（高宗8年）3月16日に諡号の孝愍を受けた。
墓地は京畿道果川郡北面堂井里（現在の軍浦市堂井洞東北防）にある。

## 系図
恩全君の親類・近親・祖先の詳細
```
荘献世子
（荘祖） ━┳
懿昭世孫

                   ┃ 
                   ┣22代
正祖
━23代
純祖
━━━
孝明世子
（翼宗）━24代
憲宗
 
                   ┃ 
 　　　　       　  ┣
恩彦君
━━
全渓大院君
━━25代
哲宗
 
  　　　　         ┃ 
  　　　　         ┣恩信君＝＝
南延君
（養子）━
興宣大院君
━━━26代
高宗

  　　　　         ┃
  　　　　         ┗
恩全君
```

## 家族
- 父：荘祖（1735年-1762年）
- 母：景嬪 朴氏（?-1761年1月）
- 妹：清瑾県主（?-1835年）- 唐恩尉 洪益惇正室
- 妻：郡夫人 平壌趙氏（1758年10月28日-1817年3月8日）- 郡守 趙峸の娘
- 養子：豊渓君李瑭 - 恩彦君の庶子